# Meliscaeva
Meliscaeva  (лат.) — род двукрылых из семейства журчалок.

## Описание
Длина тела имаго 8-11 мм. Глаза голые. Лоб в значительной части чёрный в густом жёлто-сером или коричневом налёте, передняя часть лба желтоватая. Над усиками имеется блестящая полукруглая чёрная область. Метаэпистерны голые. Светлые перевязи брюшка обычно раздвоены в поперечном направлении.

## Экология
Личинки питаются тлями. У вида Meliscaeva auricollis зимуют самки.

## Систематика
В составе рода:
- Meliscaeva abdominalis Sack, 1927
- Meliscaeva auricollis Meigen, 1822
- Meliscaeva ceylonica Keiser, 1958
- Meliscaeva cinctella Zetterstedt, 1843
- Meliscaeva cinctelloides Ghorpade, 1994
- Meliscaeva darjeelingensis Datta & Chakraborti, 1986
- Meliscaeva deceptor Curran, 1928
- Meliscaeva ichthyops Meijere, 1914
- Meliscaeva kusuma Ghorpade, 1994
- Meliscaeva lefroyi Ghorpade, 1994
- Meliscaeva magnifica Ghorpade, 1994
- Meliscaeva malaisei Ghorpade, 1994
- Meliscaeva malayensis Curran, 1928
- Meliscaeva mathisi Ghorpade, 1994
- Meliscaeva melanostomoides Hull, 1941
- Meliscaeva monticola Meijere, 1914
- Meliscaeva morna Curran, 1931
- Meliscaeva nigripes Meijere, 1914
- Meliscaeva omogensis Shiraki & Edashige, 1953
- Meliscaeva peteus Curran, 1931
- Meliscaeva sonami Shiraki, 1930
- Meliscaeva strigifrons Meijere, 1914
- Meliscaeva taiwana Shiraki, 1930
- Meliscaeva tenuiformis Curran, 1928
- Meliscaeva tribeni Nayar, 1968

## Распространение
Встречаются в Палеарктике, на западе Неарктики и Ориентальной области.